# Lakier

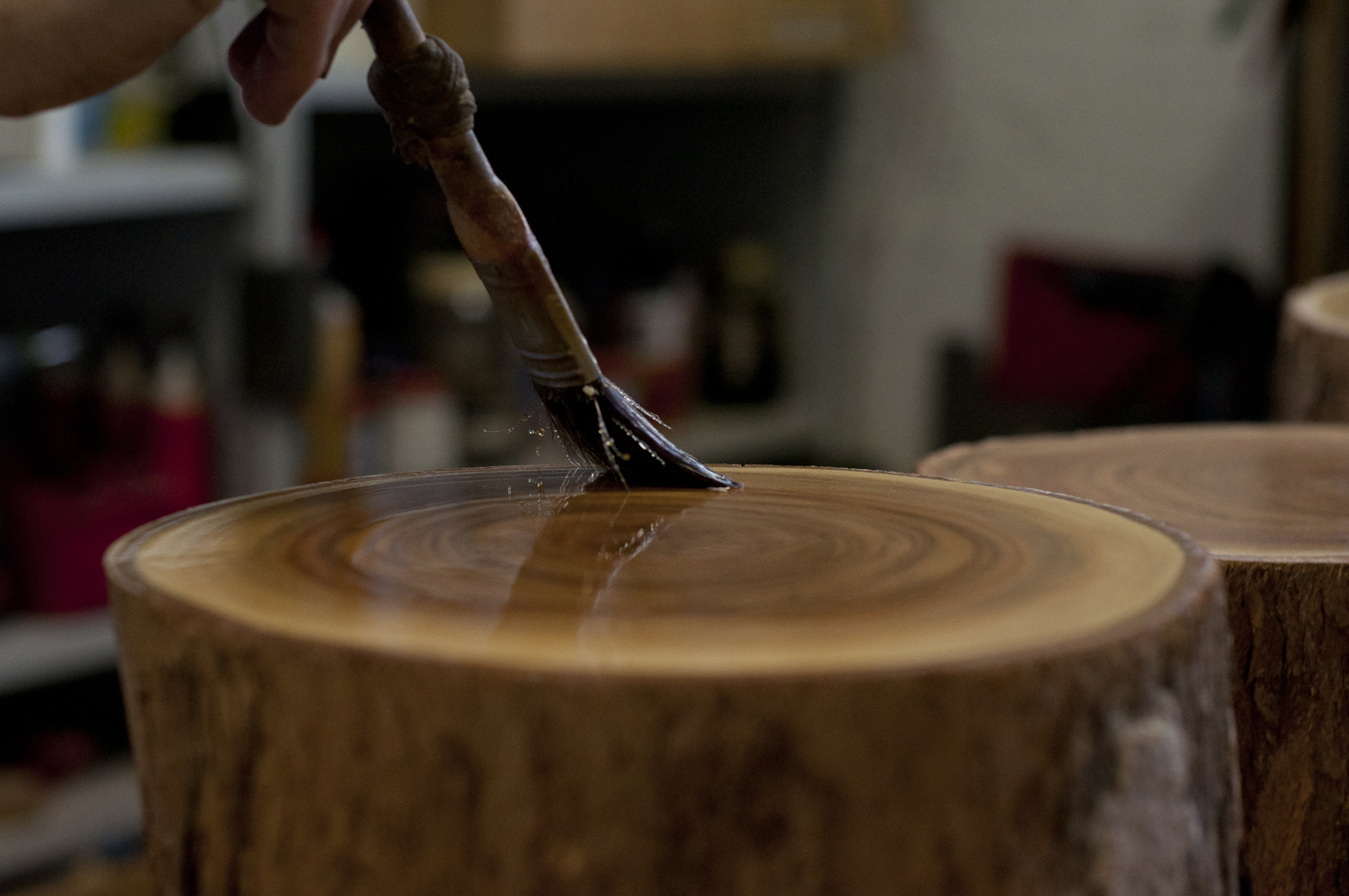
Lakierowanie wierzchołków pni drzew

Lakier – roztwór lub zawiesina środków powłokotwórczych (np. olejów schnących, żywic naturalnych lub syntetycznych). Podstawową różnicą między lakierami a farbami jest znikome stężenie lub całkowity brak pigmentów i wypełniaczy oraz często mniejsza lepkość.
Lakiery mają nikłą zdolność do tzw. krycia, czyli pokrywania powierzchni nieprzezroczystą warstwą, lecz mają dobre właściwości błonotwórcze.

## Zastosowanie lakierów
Lakiery służą do pokrywania powierzchni przedmiotów w celach dekoracyjnych i ochronnych. Stosowane jako pojedyncza warstwa nadają materiałowi połyskliwą i gładką powierzchnię z jednoczesnym zachowaniem naturalnej jego faktury (np. słojów drewna). Również zabezpieczają powierzchnię przed warunkami zewnętrznymi zachowując jej oryginalną barwę. W przemyśle samochodowym, w poligrafii (do lakierowania druku) itp. lakiery stosowane są jako ostatnia warstwa malarska, nadająca połysk i zabezpieczająca głębsze warstwy wykonane z użyciem farb kryjących.